# Pearl Harbor (film)
Pearl Harbor – amerykański melodramat wojenny z 2001 roku w reżyserii Michaela Baya.

## Twórcy filmu
- Reżyseria: Michael Bay
- Scenariusz: Randall Wallace
- Zdjęcia: John Schwartzman
- Muzyka: Hans Zimmer
- Producent: Jerry Bruckheimer

## Obsada
- Ben Affleck jako porucznik Rafe McCawley
- Josh Hartnett jako porucznik Danny Walker
- Kate Beckinsale jako pielęgniarka porucznik Evelyn Johnson
- Cuba Gooding Jr. jako podoficer Doris Miller
- Jon Voight jako prezydent Franklin Delano Roosevelt
- Alec Baldwin jako podpułkownik James Doolittle
- Tom Sizemore jako sierżant Earl Sistern
- William Lee Scott jako porucznik Billy Thompson
- Anthony Fusco jako porucznik Anthony Fusco
- Ewen Bremner jako porucznik Red Winkle
- Michael Shannon jako porucznik Gooz Wood
- Jaime King jako pielęgniarka Betty Bayer
- Catherine Kellner jako pielęgniarka Barbara
- Jennifer Garner jako pielęgniarka Sandra
- Sara Rue jako pielęgniarka Martha
- Josh Green jako szeregowiec Ellis

## Opis fabuły
Rafe McCawley i Danny Walker byli przyjaciółmi od urodzenia. Po latach, w czasie służby wojskowej w Pearl Harbor Rafe poznaje pielęgniarkę Evelyn Johnson i zakochuje się w niej, a kobieta odwzajemniła uczucie. Następnego dnia Rafe wstępuje do Orlego Szwadronu, który wspomaga Brytyjczyków w bitwie o Anglię. Zostaje zestrzelony w czasie misji i uznany za zaginionego. W Pearl Harbor Danny informuje Evelyn, że Rafe zginął. Po jakimś czasie nawiązuje się uczucie między Dannym i Evelyn.
W Pearl Harbor pojawia się Rafe, który okazuje się żywy. Dzień później następuje japoński atak. Rafe i Danny bronią bazy, a po ataku wzięli udział w tajnej misji lotniczej. Na lotniskowcach dowiadują się, że mają zbombardować Tokio (jest to akcja historyczna – rajd Doolittle’a). Japończycy namierzają płynące okręty amerykańskie i piloci muszą startować wcześniej. Większa odległość od celu oznacza problem z lądowaniem. Atak zostaje zakończony powodzeniem, jednakże nadajnik nie dociera na miejsce i piloci wracają, nie znając docelowych współrzędnych lądowania. Kiedy Amerykanie wylądują na terenie Chin, zostają osaczeni przez Japończyków, wywiązuje się strzelanina, w której ginie Danny. Potem na miejsce przyszli Chińczycy i bohaterowie mogą wrócić do Ameryki. Evelyn związuje się z Rafem, a swojego syna nazywa Danny.
Scena walki Rafe’a i Danny’ego w hawajskich koszulach w obronie Pearl Harbor była inspirowana faktami. Nad ranem 7 grudnia 1941 wybuchy obudziły por. Kennetha Taylora. Z uwagi na to, że poprzedniego dnia był na przyjęciu, włożył spodnie od smokingu i wraz z por. George’em Welchem pobiegli do samolotów w Haleiwa. Tego dnia Welch i Taylor strącili 8 samolotów (na 12, jakie zestrzeliły myśliwce amerykańskie).

## Nagrody i nominacje
Oscary za rok 2001
- Najlepszy montaż dźwięku – Christopher Boyes, George Watters II
- Najlepsza piosenka – There You’ll Be – muz. i sł. Diane Warren (nominacja)
- Najlepszy dźwięk – Greg P. Russell, Peter J. Devlin, Kevin O’Connell (nominacja)
- Najlepsze efekty specjalne – Eric Brevig, John Frazier, Edward Hirsh, Ben Snow (nominacja)

Złote Globy 2001
- Najlepsza muzyka – Hans Zimmer (nominacja)
- Najlepsza piosenka – There You’ll Be – muz. i sł. Diane Warren (nominacja)

Złota Malina 2001
- Najgorszy film (nominacja)
- Najgorszy remake lub sequel (nominacja)
- Najgorsza reżyseria – Michael Bay (nominacja)
- Najgorszy scenariusz – Randall Wallace (nominacja)
- Najgorsza para ekranowa – Ben Affleck, Kate Beckinsale i Josh Hartnett (nominacja)

Złota Malina 2010
- Najgorszy aktor dekady – Ben Affleck (nominacja)

Nagrody Satelita 2001
- Najlepsze zdjęcia – John Schwartzman (nominacja)
- Najlepsza piosenka – There You’ll Be – muz. i sł. Diane Warren (nominacja)
- Najlepsze efekty specjalne – Eric Brevig (nominacja)